# Sebastes fasciatus
Sébaste acadien, Sébaste rose, Sébaste atlantique
Espèce
Statut de conservation UICN

 EN A1bd : En danger
Sebastes fasciatus est une espèce de poissons marins de l'ordre des Scorpaeniformes.